# 15 Union Square West
15 Union Square West es un edificio residencial en East 15th Street con vistas a Union Square en Manhattan, Nueva York. Originalmente la sede de Tiffany & Company en el siglo XIX, fue reformada y reabierta en 2008 como apartamentos de alta gama.

## Historia
Encargado por Charles Lewis Tiffany en 1869, John Kellum diseñó la estructura original, que incluía arcos de hierro fundido de 16 pies que se elevaban sobre el parque. El edificio costó 500 000 dólares y se inauguró en 1870. En ese momento, la tienda fue descrita como "la más grande de su tipo dedicada a este negocio en el mundo", y fue apodada el "palacio de las joyas". Tiffany & Co. permaneció allí hasta 1906. En 1925, el edificio fue ocupado por el sindicato Amalgamated Clothing Workers of America.
En 1952 era propiedad de Amalgamated Bank. Después de un accidente fatal en el que un peatón fue golpeado por una pieza de hierro fundido que caía, despojaron la fachada original y la cubrieron con ladrillo blanco. El edificio se mantuvo sin cambios durante más de 50 años.
Brack Capital Real Estate compró la propiedad en 2006, restauró la estructura original de seis pisos y agregó seis pisos recién construidos para crear un condominio boutique con 36 residencias. La fachada de ladrillo fue desmontada y los arcos originales fueron reacondicionados y envueltos detrás de una fachada de vidrio y aluminio anodizado negro. La estructura original fue coronada por seis pisos adicionales de todas las residencias de vidrio. Diseñado por Eran Chen de ODA-Architecture, anteriormente de Perkins Eastman, el edificio combina elementos históricos y contemporáneos.
En 2011, la tenista Caroline Wozniacki compró dos de los apartamentos de dos habitaciones por 9 millones de dólares. A principios de ese año, la parte minorista del desarrollo fue comprada por el Sistema de Jubilación de Maestros del Estado de Ohio (STRS) por 57,88 millones de dólares.

## Arquitectura
El muro cortina de vidrio se desplaza desde la superficie exterior de la fachada de hierro. Est crea espacios entre los apartamentos y genera una serie de cubos de vidrio colocados en diferentes ángulos, lo mismo que terrazas privadas. El edificio tiene paneles con marco de zinc negro con doble aislamiento y vidrio laminado con poca refracción.

## Galería

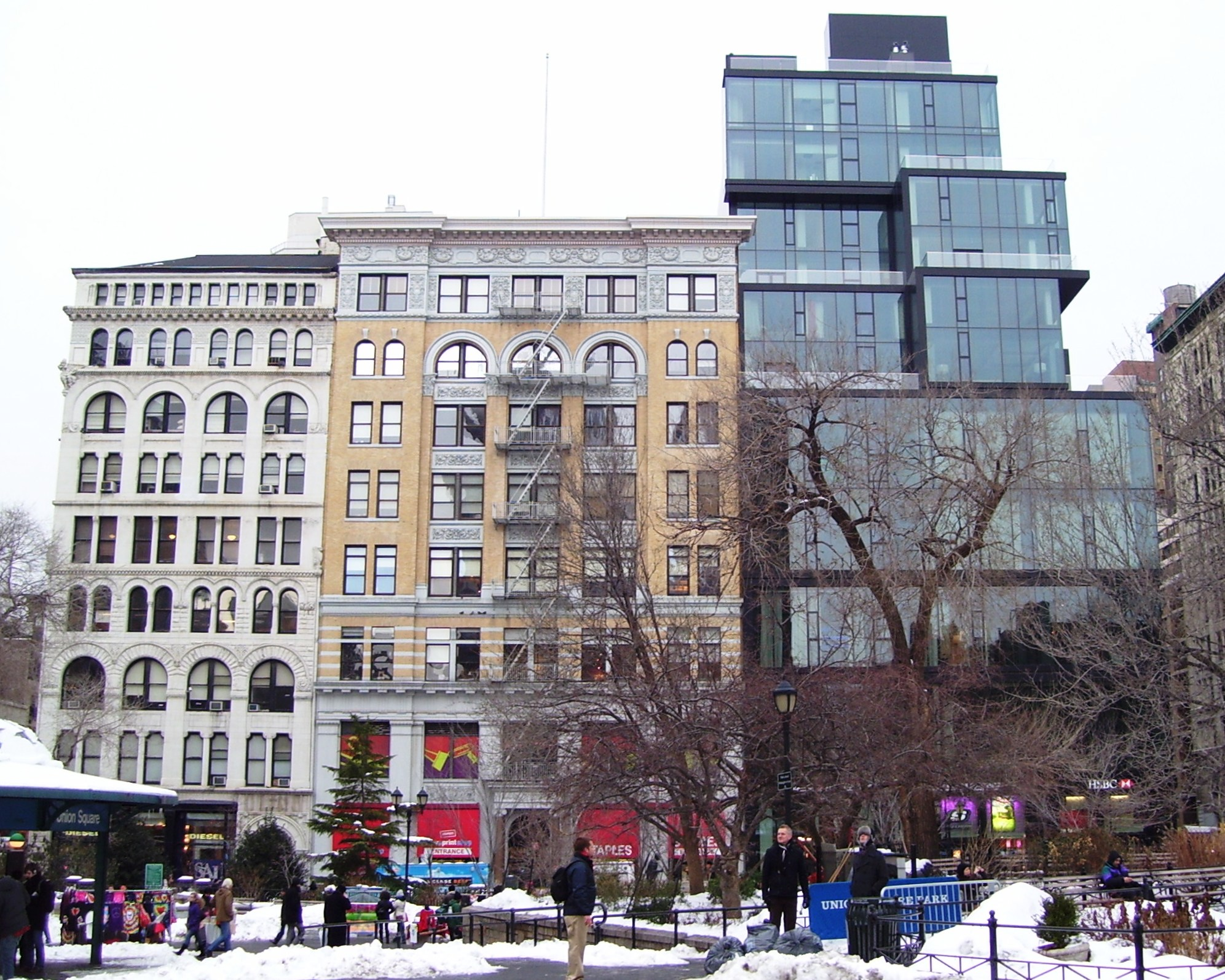
El Lincoln Building, el Spingler Building y el 15 Union Square West
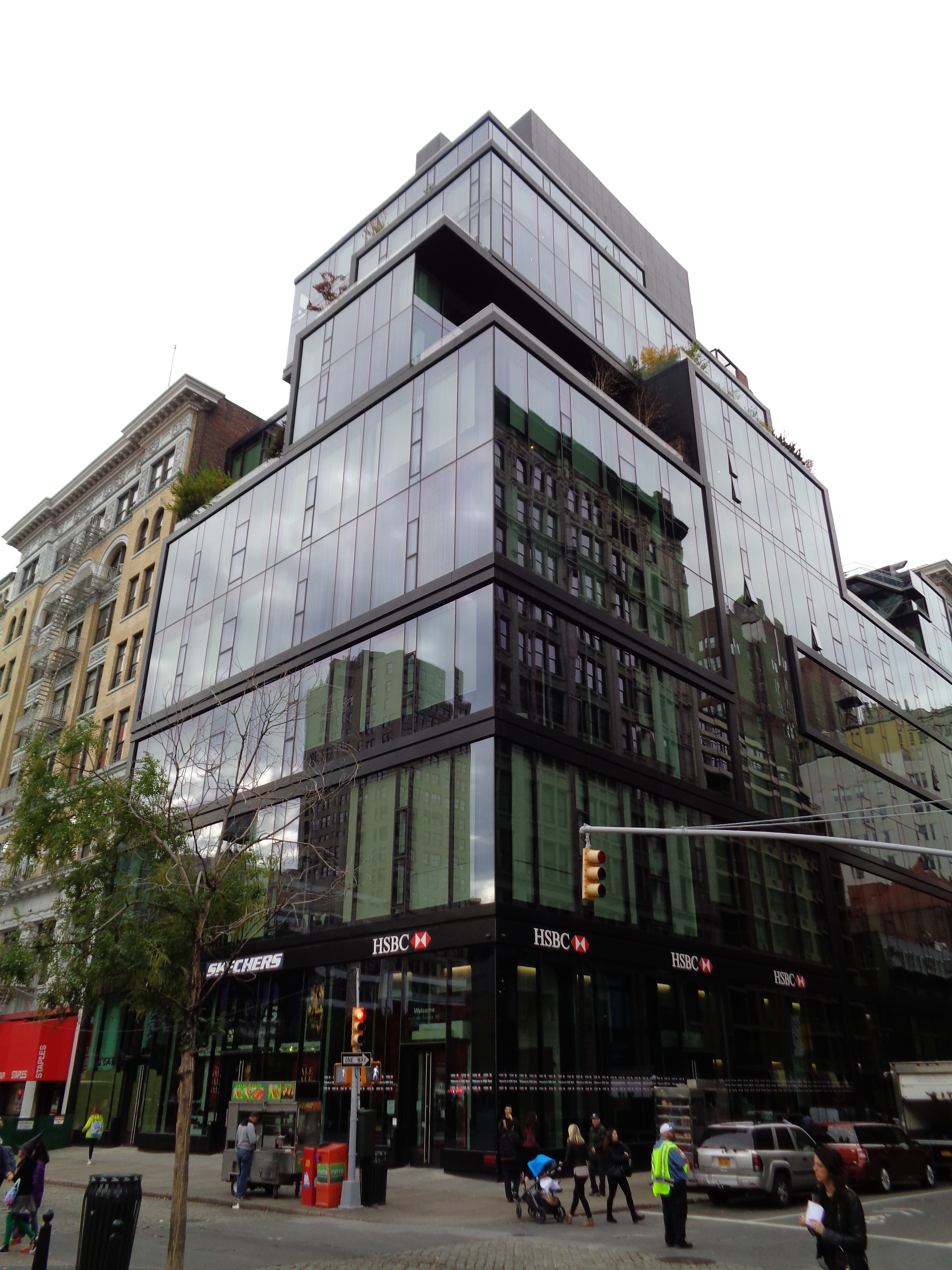
El edificio en 2017
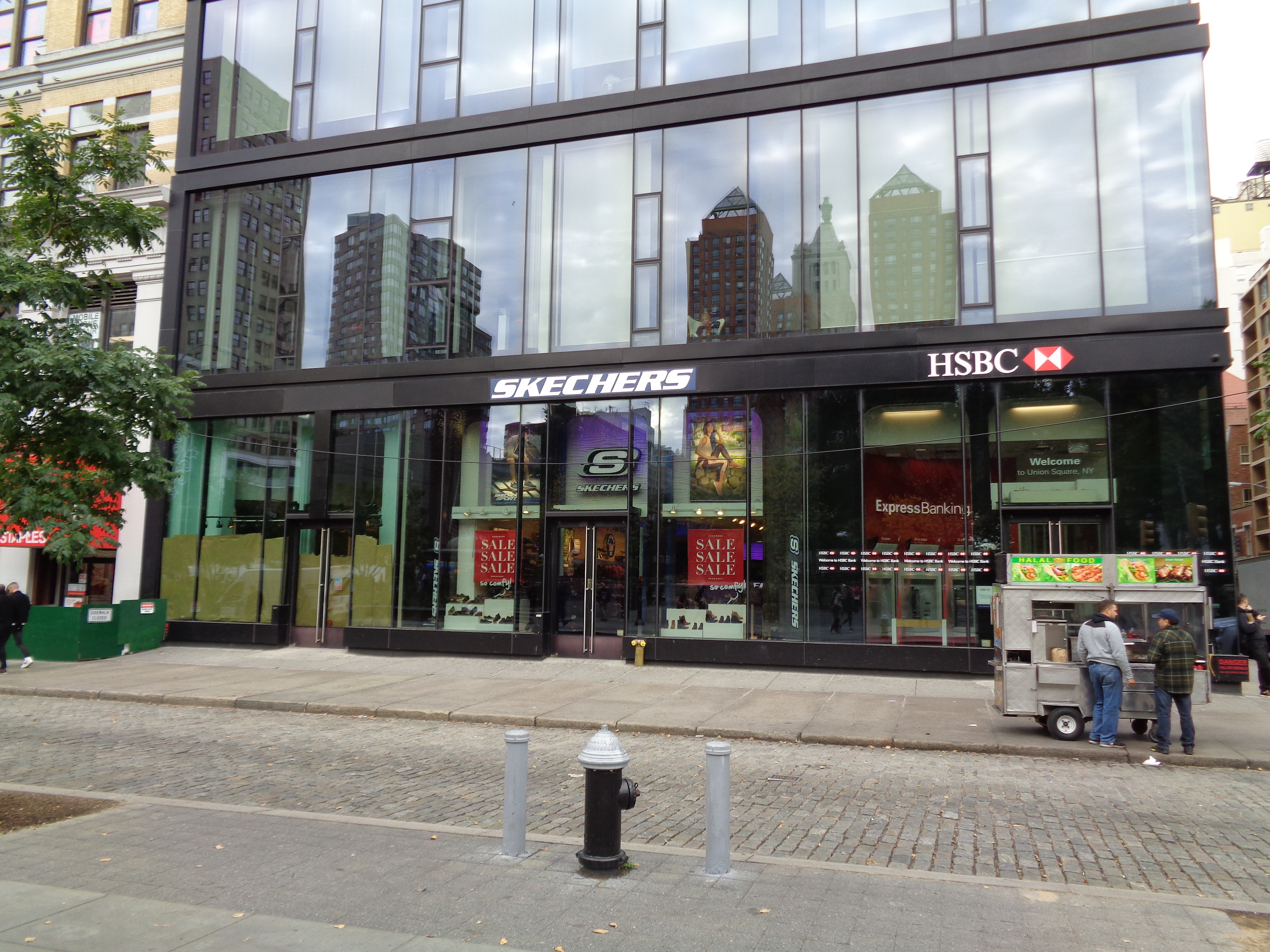
Entrada del 15 Union Square West